# Gauliga Mittelrhein
Die Gauliga Mittelrhein war eine von 16 obersten Fußballligen, die nach der nationalsozialistischen Machtergreifung 1933 in Deutschland gegründet wurden. In ihr wurde der mittelrheinische Teilnehmer an der Endrunde zur Deutschen Meisterschaft ermittelt.

## Geschichte
Die Gauliga Mittelrhein startete 1933 in ihrer Auftaktsaison mit 11 Mannschaften, wechselte bis 1939 aber konstant zwischen zehn und elf teilnehmenden Vereinen. In der Spielzeit 1939/40 wurde die Liga kurzzeitig auf zwei Staffeln aufgestockt. In der Folgesaison wurde die Gauliga wieder eingleisig bestritten. Auf sportlicher Ebene wurde die Liga in der Zeit ihres Bestehens klar von den Vereinen aus Köln bestimmt, welche bis 1944 insgesamt zehn Meisterschaften einfuhren. Die Dominanz konnte lediglich in der Spielzeit 1937/38 durch den SV Beuel 06 unterbrochen werden. In den damit verbundenen Teilnahmen an den deutschen Meisterschaften errangen die mittelrheinischen Vertreter keine nennenswerten Erfolge, etwaige Gewinne der Victoria wurden nicht erreicht. Bestes Ergebnis war der Halbfinaleinzug des VfL Köln 1899 in der deutschen Meisterschaft 1940/41, in welchem die Rheinländer dem FC Schalke 04 mit 1:4 unterlagen.
Nach der Saison 1940/41 wurde die Gauliga in die Sportbereichsklassen Köln-Aachen und Moselland aufgeteilt.

## Gaumeister 1934–1941

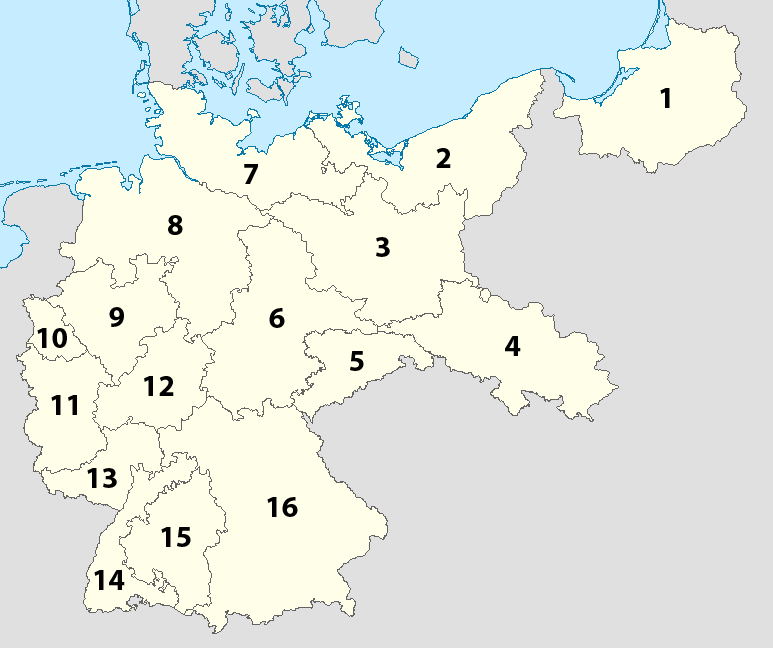
Die Gau-Einteilung 1933,
Nr. 11 = Mittelrhein

| Saison  | Gaumeister Mittelrhein | Abschneiden deutsche Meisterschaft | Deutscher Meister |
| ------- | ---------------------- | ---------------------------------- | ----------------- |
| 1933/34 | Mülheimer SV 06        | Gruppenzweiter Gruppe C            | FC Schalke 04     |
| 1934/35 | VfR Köln 04 rrh.       | Gruppenvierter Gruppe C            | FC Schalke 04     |
| 1935/36 | Kölner CfR             | Gruppenvierter Gruppe D            | 1. FC Nürnberg    |
| 1936/37 | VfR Köln 04 rrh.       | Gruppenvierter Gruppe D            | FC Schalke 04     |
| 1937/38 | SV Beuel 06 A          | Gruppendritter Gruppe D A          | Hannover 96       |
| 1938/39 | SpVgg Sülz             | Gruppenzweiter Gruppe 2a           | FC Schalke 04     |
| 1939/40 | Mülheimer SV 06        | Gruppendritter Gruppe 3            | FC Schalke 04     |
| 1940/41 | VfL Köln 1899          | Halbfinale                         | SK Rapid Wien     |

## Rekordmeister
Rekordmeister der Gauliga Mittelrhein sind der Mülheimer SV 06 und der VfR Köln 04 rrh., welche die Gaumeisterschaft jeweils zweimal gewinnen konnten.
|  | Verein           | Titel | Jahr       |
|  | ---------------- | ----- | ---------- |
|  | Mülheimer SV 06  | 2     | 1934, 1940 |
|  | VfR Köln 04 rrh. | 2     | 1935, 1937 |
|  | Kölner CfR       | 1     | 1936       |
|  | SV Beuel 06      | 1     | 1938       |
|  | SpVgg Sülz       | 1     | 1939       |
|  | VfL Köln 1899    | 1     | 1941       |

## Ewige Tabelle
Berücksichtigt sind alle Gruppen- und Finalspiele der Gauliga Mittelrhein zwischen den Spielzeiten 1933/34 und 1940/41. Die Tabelle richtet sich nach der damals üblichen Zweipunkteregel.
| Pl. | Verein               | Jahre | Sp. | S  | U  | N  | T+  | T-  | Diff. | Punkte  | Ø-Pkt. | Titel | Spielzeiten nach Kalenderjahren |
| --- | -------------------- | ----- | --- | -- | -- | -- | --- | --- | ----- | ------- | ------ | ----- | ------------------------------- |
| 1.  | VfR Köln 04 rrh.     | 8     | 142 | 71 | 31 | 40 | 335 | 251 | +84   | 173:111 | 1,22   | 2     | 1933–41                         |
| 2.  | Mülheimer SV 06      | 8     | 144 | 69 | 31 | 44 | 331 | 232 | +99   | 169:119 | 1,17   | 2     | 1933–41                         |
| 3.  | SpVgg Sülz           | 8     | 142 | 60 | 40 | 42 | 280 | 226 | +54   | 160:124 | 1,13   | 1     | 1933–41                         |
| 4.  | Bonner FV 01         | 7     | 122 | 47 | 25 | 50 | 242 | 244 | −2    | 119:125 | 0,98   | -     | 1933–38, 1939–41                |
| 5.  | TuRa Bonn            | 6     | 102 | 38 | 23 | 41 | 170 | 204 | −34   | 99:105  | 0,97   | -     | 1935–41                         |
| 6.  | Kölner CfR A         | 4     | 76  | 38 | 18 | 20 | 167 | 122 | +45   | 94:58   | 1,24   | 1     | 1933–37                         |
| 7.  | VfL Köln 1899        | 4     | 66  | 32 | 18 | 16 | 214 | 106 | +108  | 82:50   | 1,24   | 1     | 1937–41                         |
| 8.  | SV Beuel 06          | 5     | 84  | 29 | 21 | 34 | 130 | 204 | −74   | 79:89   | 0,94   | 1     | 1936–41                         |
| 9.  | Kölner SC 1899 A     | 4     | 76  | 26 | 17 | 33 | 146 | 160 | −14   | 69:83   | 0,91   | -     | 1933–37                         |
| 10. | Rhenania Würselen    | 4     | 68  | 26 | 14 | 28 | 133 | 150 | −17   | 66:70   | 0,97   | -     | 1936–40                         |
| 11. | TuS Neuendorf B      | 5     | 86  | 22 | 18 | 46 | 169 | 213 | −44   | 62:110  | 0,72   | -     | 1933/34, 1935–37, 1938–40       |
| 12. | SSV Troisdorf 05     | 3     | 48  | 28 | 5  | 15 | 163 | 111 | +52   | 61:35   | 1,27   | -     | 1938–41                         |
| 13. | SV Westmark Trier    | 3     | 56  | 21 | 11 | 24 | 110 | 102 | +8    | 53:59   | 0,95   | -     | 1933–36                         |
| 14. | Eintracht Trier      | 3     | 56  | 20 | 7  | 29 | 87  | 133 | −46   | 47:65   | 0,84   | -     | 1933–36                         |
| 15. | Alemannia Aachen     | 3     | 48  | 10 | 16 | 22 | 67  | 108 | −41   | 36:60   | 0,75   | -     | 1937–40                         |
| 16. | SG Düren 99          | 2     | 30  | 13 | 6  | 11 | 73  | 67  | +6    | 32:28   | 1,07   | -     | 1939–41                         |
| 17. | Spvgg Andernach      | 3     | 48  | 10 | 10 | 28 | 88  | 168 | −80   | 30:66   | 0,63   | -     | 1936/37, 1939–41                |
| 18. | SC Blau-Weiß 06 Köln | 1     | 18  | 5  | 4  | 9  | 24  | 23  | +1    | 14:22   | 0,78   | -     | 1934/35                         |
| 19. | Kölner BC 01         | 1     | 18  | 6  | 2  | 10 | 19  | 35  | −16   | 14:22   | 0,78   | -     | 1937/38                         |
| 20. | Fortuna Kottenheim   | 1     | 20  | 4  | 3  | 13 | 29  | 67  | −38   | 11:29   | 0,55   | -     | 1933/34                         |
| 21. | SV Rhenania Köln     | 1     | 20  | 3  | 4  | 13 | 37  | 58  | −21   | 10:30   | 0,5    | -     | 1933/34                         |
| 22. | 1. FC Idar           | 1     | 18  | 2  | 4  | 12 | 12  | 42  | −30   | 8:28    | 0,44   | -     | 1934/35                         |